# فلز ثقيل
الفلزات الثقيلة أو معادن ثقيلة هي فلزات تتميز بأن لها كثافة أو عدد ذري أو كتلة ذرية مرتفعة نسبيًا مثل الفلزات الانتقالية، وبعض أشباه الفلزات، واللانثانيدات، الأكتينيدات.
تتواجد الفلزات الثقيلة بصورة طبيعية في النظام البيئي، مع اختلافات كبيرة في التركيز. لكن ازدياد نسبها مؤخراً يرجع إلى المصادر الصناعية والنفايات الصناعية السائلة والنض أيونات الفلزات من التربة إلى البحيرات والأنهار والأمطار الحمضية، والتلوث الحادث من النفايات المتأتية من الوقود بشكل خاص.

## معايير التعريفات
لا يوجد تعريف مُتفّق عليه على نطاق واسع للمعادن الثقيلة. قد تُرفق معانٍ مختلفة لهذا المصطلح حسب السياق. في علم الفلزات على سبيل المثال، يمكن تعريف المعدن الثقيل على أساس الكثافة، في حين قد يكون المعيار المميز في الفيزياء هو العدد الذري، ومن المحتمل أن يهتم المعيار الكيميائي بالسلوك الكيميائي بشكل أكثر.
تتراوح معايير الكثافة من أعلى من 3.5 جم / سم مكعب إلى أعلى من 7 جم / سم مكعب. ويمكن أن تتراوح تعريفات الوزن الذري للفلزات الثقيلة ذات الوزن الذري الأكبر من الصوديوم (الوزن الذري 22.98)، أو أكبر من 40 باستثناء المستوى الفرعي s للجدول الدوري والمستوى الفرعي F للجدول الدوري للمعادن، وبالتالي تبدأ بعنصر السكانديوم، أو أكثر من 200 أي بدءًا من عنصر الزئبق فصاعدًا. تُعطى الأعداد الذرية للمعادن الثقيلة بشكل عام أكبر من 20، وهو العدد الذري للكالسيوم، في بعض الأحيان يتم تقييد هذا العدد عند 92 وهو العدد الذري لليورانيوم. وقد تم انتقاد التعاريف القائمة على العدد الذري لتضمين المعادن ذات الكثافة المنخفضة. فعلى سبيل المثال، يحتوي الروبيديوم في عمود 1 للفلزات القلوية من الجدول الدوري على رقم ذري 37 ولكن كثافة 1.532 غم / سم مكعب فقط، وهي أقل من القيمة الدُنيا المستخدمة في مراجع أخرى. قد تحدث نفس المشكلة مع التعريفات القائمة على الوزن الذري.
يحتوي دستور الأدوية الأمريكي على اختبار للمعادن الثقيلة التي تشمل الشوائب المعدنية المترسبة في صورة كبريتيد ملون. وكتب ستيفن هوكس، وهو أستاذ كيمياء ذو خمسين سنة من الخبرة في هذا المجال، في عام 1997 قائلًا إن التعريف ينطبق على المعادن ذات الكبريتيدات غير القابلة للذوبان والهيدروكسيدات، التي تنتج أملاحها محاليل ملونة في الماء، عادةً ما تكون مركباتها ملونة. كما اقترح على أساس المعادن التي شاهدها والتي يُشار إليها بالمعادن الثقيلة، أنه من المفيد تعريفها على أنها تشمل جميع فلزات عناصر المجموعة الثالثة حتى الكالكوجين الموجودة في الصف 4 أو أكثر، أو بعبارة أخرى الفلزات الانتقالية والفلزات بعد الانتقالية. يناسب هذا التعريف اللانثانيدات؛ ولم يُحسم الأمر بعد بالنسبة للأكتينيدات.
في الكيمياء الحيوية، تُعرّف الفلزات الثقيلة في بعض الأحيان على أساس تحلل أيوناتهم في محلول مائي مع أحماض وقواعد لويس مثل الصنف B والمعادن الحدودية. في هذا المخطط، تفضل الأيونات المعدنية من الفئة A الأوكسجين، بينما تُفضل أيونات الطبقة B النيتروجين أو الكبريت، وتُظهر الأيونات الحدوددية أو المتناقضة إما خصائص الفئة A أو B تبعًا لظروف التفاعل. تشمل معادن الفئة A، التي تميل إلى أن تكون ذات كهرسلبية منخفضة وتشكل روابط ذات طبيعة أيونية كبيرة مع القلويات، الفلزات القلوية والفلزات القلوية الترابية والألومنيوم وعناصر المجموعة الثالثة واللانثانيدات والأكتينيدات.  بينما تشمل الفلزات من الصنف B، والتي تميل إلى أن تكون ذات كهرسلبية أعلى وتكوين روابط تساهمية، الفلزات الانتقالية والفلزات بعد الانتقالية. تتكون المعادنالفلزات الحدودية بشكل كبير من فلزات انتقالية أخف وفلزات ما بعد انتقالية (بالإضافة إلى الزرنيخ والإثمد). يعتبر التمييز بين معادن الفئة A والفئتين الأخريين حادًا. لم يُتبنى أي مقترح يتم الاستشهاد به بشكل متكرر لاستخدام فئات التصنيف هذه بدلاً من اسم الفلز الثقيل الأكثر استحضارًا على نطاق واسع.

### قائمة المعادن الثقيلة على أساس الكثافة
حُددت الكثافة التي تزيد عن 5 جم / سم مكعب في بعض الأحيان كعامل شائع لتحديد الفلزات الثقيلة. وفي غياب تعريف مُجمع عليه للفلزات الثقيلة، تُستخدم هذه القائمة ما لم يذكر خلاف ذلك توجيه في بقية المقالة. تُعد الفلزات التي تستوفي المعايير السارية - مثل الزرنيخ والأنتيمون على سبيل المثال - في بعض الأحيان معادن ثقيلة، خاصةً في الكيمياء البيئية، كما هو الحال هنا. أُدرج السيلنيوم ذو الكثافة 4.8 غرام / سم مكعب في القائمة أيضًا. يفتقر السيلينيوم بشكل طفيف إلى معيار الكثافة، ويُعتبر بشكل أقل شيوعًا من أشباه الفلزات ولكنه يتمتع يكيمياء مُتعلقة الخصائص بالماء ومُشابهة في بعض النواحي للزرنيخ والأنتيمون. تُصنف بعض الفلزات الأخرى أحيانًا أو تُعامل كفلزات ثقيلة، مثل البريليوم ذو الكثافة 1.8 جم / سم مكعب، والألومنيوم ذو الكثافة 2.7 جم / سم مكعب،  والكالسيوم ذو الكثافة 1.55 غم / سم مكعب، والباريوم ذو الكثافة 3.6 غم / سم مكعب ولكنها تُصنّف في هذه المقالة وبشكل عام كفلزات خفيفة.
| عناصر استراتيجية - إريديوم - أوزميوم - بالاديوم - بلاتين - روديوم - روثينيوم | غير استراتيجية - ذهب - فضة |

| عناصر استراتيجية - كروم - كوبالت | غير استراتيجية - نحاس - حديد - رصاص - موليبدنوم - نيكل - قصدير - زنك |

| †           | يُعترف عادة بالإثمد والزرنيخ والجرمانيوم والتيلوريوم كأشباه فلزات؛ والسيلينيوم أقل شيوعًا في ذلك. |
| ‡           | يُتوقع أن يكون الأستاتين من الفلزات.. |
| Radioactive | جميع النظائر الكيميائية لهذه العناصر الـ 34 غير مستقرة وبالتالي تُعتبر مشعة. في حين ينطبق هذا أيضًا على البزموت، إلا أنه لم يكن ملحوظًا إلى حدٍ كبير، حيث أن نصف عمره البالغ 19 مليار مليار سنة يزيد عن مليار مرة من عمر الكون البالغ 13.8 مليار سنة. |
| ¶           | لا تتواجد تلك العناصر بصورة كبيرة في الطبيعة ولكن بكميات لا تجعل عملية استخراجها مُفيدة من الناحية الاقتصادية. |

## أصل مصطلح الفلزات الثقيلة واستخدامه
قد يكون ثقل المعادن الموجودة في الطبيعة مثل الذهب والنحاس والحديد قد لوحظت في عصور ما قبل التاريخ، وفي ضوء قابليتها للتشكيل، أدّت إلى المحاولات الأولى لصنع الحلي المعدنية والأدوات والأسلحة. كانت جميع المعادن المكتشفة منذ ذلك الحين حتى عام 1809ذات كثافة عالية نسبيًا. ويعتبر ثقلهم معيارًا مميزًا بشكل فريد.
من عام 1809 فصاعدًا، تم عزل المعادن الخفيفة مثل الصوديوم والبوتاسيوم والسترونتيوم. أدت كثافة تلك المعادن المنخفضة إلى اقتراح اعتبارها أشباه فلزات، بمعنى أنها تشبه المعادن في الشكل أو المظهر. تم تجاهل هذا الاقتراح، وصُنفت العناصر الجديدة كفلزات، واستُخدم المصطلح أشباه الفلزات للإشارة إلى العناصر غير المعدنية، وفيما بعد، للإشارة إلى العناصر التي كان من الصعب وصفها كمعادن أو غير معدنية.
يرجع استخدام مصطلح الفلزات الثقيلة في وقت مبكر إلى عام 1817، عندما قسم الكيميائي الألماني ليوبولد غملين العناصر إلى اللافلزات والفلزات الخفيفة الفلزات الثقيلة. كانت للفلزات الخفيفة كثافة تتراوح من 0,860 إلى 5,0 جم سم مكعب؛ وللفلزات الثقيلة كثافة تتراوح من 5.308إلى 22.000 جم سم مكعب. وارتبط المصطلح فيما بعد بعناصر ذات وزن ذري مرتفع أو عدد ذري مرتفع. يُستخدم المطلح في بعض الأحيان بالتبادل مع مصطلح العنصر الثقيل. ففي مناقشة تاريخ الكيمياء النووية على سبيل المثال، لاحظ ماجي أن الأكتينيدات كان يُعتقد في السابق أنها تمثل مجموعة انتقال جديدة للعناصر الثقيلة في حين مال سيبورغ وزملاءه إلى وصفها بسلسلة معادن شبيهة بمعادن الأرض النادرة. في علم الفلك، يُعرّف العنصر الثقيلعلى أنه أي عنصر أثقل من الهيدروجين والهيليوم.

### الانتقادات
في عام 2002، استعرض عالم السموم الأسكتلندي جون دوفوس التعريفات المستخدمة على مدى الستين عامًا الماضية، وخلص إلى أنها متنوعة للغاية بحيث تجعل المصطلح فعليًا بلا معنى. وإلى جانب هذه النتيجة، تُحدد بعض العناصر على أنها من الفلزات الثقيلة في بعض الأحيان على أساس أنها خفيفة للغاية، أو تشارك في عمليات بيولوجية، أو نادرًا ما تشكل مخاطر بيئية. ومن الأمثلة على ذلك السكانديوم ذو الوزن الذري الخفيف جدًا، ومن الفاناديوم إلى الزنك حيث يُستخدمون في العمليات البيولوجية، والروديوم والإنديوم والأوزميوم والذين يُعتبروا عناصر نادرة جدًا.

### شعبية المصطلح
على الرغم من معناها المشكوك فيه، إلا أن مصطلح الفلزات الثقيلة يظهر بانتظام في الأدبيات العلمية. وجدت دراسة أُجريت عام 2010 أنه استُخدم بشكل متزايد ويبدو أنه أصبح جزءًا من لغة العلم. شاع في الأوساط العلمية أنه مصطلح مقبول، نظرًا لسهولته وانتشاره، طالما أنه يقترن بتعريف صارم. أوردت جمعية المعادن والفلزات والمواد أن الفلزات الخفيفة والثقيلة تشمل الألومنيوم والمغنيسيوم والبريليوم والتيتانيوم والليثيوم والمعادن الأخرى التفاعلية، والتي تتراوح كثافتها من 0.534 إلى 4.54 جم / سم مكعب.

## دورها الحيوي
| العنصر    | بالميلليغرام | بالميلليغرام |
| --------- | ------------ | ------------ |
| حديد      | 4000         | 4000         |
| زنك       | 2500         | 2500         |
| رصاص      | 120          | 120          |
| نحاس      | 70           | 70           |
| قصدير     | 30           | 30           |
| فاناديوم  | 20           | 20           |
| كادميوم   | 20           | 20           |
| نيكل      | 15           | 15           |
| سيلينيوم  | 14           | 14           |
| منغنيز    | 12           | 12           |
| مواد أخرى | 200          | 200          |
| المجموع   | 7000         |              |

يتطلب وجود كميات ضئيلة من بعض الفلزات الثقيلة، ومعظمها في الفترة الرابعة، لبعض العمليات البيولوجية. تشمل تلك الفلزات الحديد والنحاس والأكسجين ونقل الإلكترونات والكوبالت لتوليف مركبات استقلاب الخلية، والزنك، والفاناديوم والمنجنيز لتنظيم أو عمل الإنزيمات، والكروم لاستخدام الجلوكوز، والنيكل لنمو الخلايا، والزرنيخ للنمو والتمثيل الغذائي في بعض الحيوانات وربما في البشر، والسيلينيوم كمضاد تأكسد ويعمل كمحفز للهرمونات. تحتوي الدورة الخماسة والسادسة على عدد أقل من المعادن الثقيلة الأساسية، بما يتماشى مع النمط العام الذي تميل الفلزات الثقيلة إلى أن تكون أقل وفرة وأأقل احتمالا لتكون ضرورية من الناحية التغذوية. في الدورة 5، يلزم وجود الموليبدينوم لتحفيز تفاعلات الأكسدة والاختزال، ويُستخدم الكادميوم من قبل بعض الدياتومات البحرية لنفس الغرض، وقد يستلزم وجود القصدير للنمو في عدد قليل من الأنواع. في الدورة 6، تحتاج بعض البكتيريا القديمة إلى التنغستن لعمليات الأيض. قد يؤدي أي نقص في أي من الفلزات الثقيلة بالدورات من الرابعة إلى السادسة إلى زيادة قابلية التسمم بالمعادن الثقيلة وعلى عكس ما كان يُعتقد، تسبب زيادة تلك العناصر أيضًا تأثيرات بيولوجية ضارة أيضًا. يبلغ متوسط وزن الجسم البشري 70 كيلوجرام ويتكون حوالي 0.01٪ منه من المعادن الثقيلة بما يعادل 7 جم تقريبًا، أي ما يعادل وزن حبتين من البازلاء المجففة، ونسبة حديد تعادل 4 جم، و2.5 جم من الزنك، مما يشكل 0.12 جم من المكونات الرئيسية)، و2 ٪ منه من المعادن الخفيفة أي ما يُعادل 1.4 كجم تقريبًا، وهو وزن زجاجة النبيذ، وما يقرب من 98٪ من اللافلزات، معظمها ماء.
لوحظ أن بعض المعادن الثقيلة غير الأساسية لها تأثيرات بيولوجية. يمكن أن يحفز الغاليوم، والجرمانيوم، والإنديوم، ومعظم اللانثانيدات عملية الأيض، ويشجع التيتانيوم النمو في النباتات على الرغم من أنه لا يعتبر دائمًا من الفلزات الثقيلة.

## علاقة الفلزات الثقيلة بالكائنات الحية
تحتاج الكائنات الحية إلى كميات مختلفة من الفلزات الثقيلة، مثل الحديد والكوبالت والنحاس والمنغنيز والموليبدينوم، والزنك والسيلنيوم، حيث يكون استهلاك هذه الفلزات ضروريا وهاما للمحافظة على عملية التمثيل الغذائي بجسم الكائن الحي. ولكن استهلاك كميات كبيرة منها بتركيزات عالية يكون ضارًا بل وسامًّا وينتج عنه ما يُسمى بتسمم الفلزات الثقيلة.
تشكل الفلزات نسبة 45 من وزن جسم الإنسان، ويتركز معظمها في الهيكل العظمي. وتأتي خطورة الفلزات الثقيلة من تراكمها الحيوي داخل جسم الإنسان بشكل أسرع من انحلالها من خلال عملية التمثيل الغذائي أو إخراجها.

## مثال لتلوث البيئة بالفلزات الثقيلة
في عام 1932، صرفت مياه الصرف الصحي في اليابان والتي كانت تحتوى على نسب عالية من الزئبق في ميناء مينيماتا، والذي نجم عنه التراكم الحيوي للزئبق في الكائنات البحرية، وظهور حالات من التسمم في عام 1952 والتي عُرفت باسم داء ميناماتا أو متلازمة ميناماتا.

## علاج التسمم بالفلزات الثقيلة

### الاختبارات
أول خطوة في علاج التسمم الناتج عن الفلزات الثقيلة هو تحديد مصدر التسمم وتحديد نوع الفلز المتسبب في التسمم. يعتبر القيام بالاختبارات المخبرية وتحليل الشعر أسهل طريقة لتحديد ذلك على الرغم من اعتبارها طريقة مثيرة للجدل. توجد اختبارات إضافية تستخدم عقاقير الاستخلاب مع تجميع للبول على مدار 24 ساعة لتحديد نسبة الفلزات الثقيلة.ومن الاختبارات الأخرى الهامة تحليل البول، صورة الدم الكاملة.

### العلاج
العلاج الاستخلابي هي طريقة مقبولة عالميًا لتخليص الجسم من آثار سموم الفلزات الثقيلة. يرجع اشتقاق المصطلح إلى كلمة يونانية قديمة تعنى المخالب، ويستخدم في هذا النوع العلاجي عوامل تتحد مع الفلزات الثقيلة السامة مثل الزئبق، والرصاص أو الزرنيخ لتعادل تأثيرها وتسمح بخروجها من الجسم بدون التفاعل مع المواد الكيميائية الأخرى.
يطلق العلماء مصطلح الاستخلاب ليعطى معنى اختطاف المعدن من الجسم بهدف تسهيل امتصاصه أو إخراجه كما في حالة الفلزات السامة.

### العلاج عن طريق الوريد باستخدام فيتامين (ج) والجلوتاثيون
تُستخدم الكزبرة لعلاج تسمم الفلزات الثقيلة، كما يمنع النظام الغذائى الغني بالألياف والألياف على شكل الجيل من دخول الفلزات الثقيلة إلى المعدة.
تحمي الكزبرة المخ والجهاز العصبي المركزي من تأثير الفلزات الثقيلة.

### الميلاتونين
مركب من الماغنسيوم وحمض التفاح قادران على سحب الألومنيوم من الجسم. يتحد السيلنيوم مع الفلزات الثقيلة الأخرى مثل الكادميوم والزئبق ليقلل من سُميتها. ويمنع الزنك انتقال الكادميوم والرصاص إلى أنسجة الجسم المختلفة. ومن المعروف عن الزنك أنه عدو النحاس الأحمر.تساعد المواد الغذائية مثل الثوم وحامض ألفا الدهني، وهو الشكل العضوي للكبريت المتواجد في الأطعمة من منتجات الألبان والحبوب واللحوم والخضراوات والفاكهة في حماية جسم الإنسان من الفلزات الثقيلة بوجه عام، وبوجه خاص في التسمم الناتج عن الزئبق.